# Le Dossier B.
Le Dossier B. est un film documentaire télévisé de fiction réalisé par Wilbur Leguebe d'après un scénario de Benoît Peeters et de François Schuiten et sorti en 1995.

## Synopsis
Un film documentaire dévoilé par le Palais de Justice de Bruxelles.[incompréhensible]

## Fiche technique
- Genre : mystère

## Distribution
- Adrian Brine
- Valentine De Nayer
- Jean-Claude Defossé
- Patrick Descamps
- Sylvie Estève
- Edgar Gunzig
- Jo Gérard
- Ben Hamidou
- Jean Joostens
- Valérie Lemaître
- Benoît Peeters
- Bernard Pivot[réf. nécessaire]
- Peter Rouffaer
- François Schuiten
- Pierre Sterckx
- Paul Vanden Boeynants
- Raymond Van den Branden
- Christian Vandervelden